# Mammouth des steppes
Mammuthus trogontherii
Espèce
Le mammouth des steppes (Mammuthus trogontherii) est une espèce fossile de mammouths qui s'est répandue sur la plus grande partie de l'Eurasie septentrionale pendant les périodes glaciaires du Pléistocène.
Avec Mammuthus meridionalis et le dinothérium, le mammouth des steppes compte parmi les plus grands proboscidiens ayant jamais vécu, avec une taille de 4,50 m. Ses défenses enroulées en spirale pouvaient bien atteindre 5,20 m chez les vieux mâles.
Le squelette le plus complet de mammouth des steppes a été découvert en 1996 à Kikinda, en Serbie. Il s'agit d'une femelle, de 4,70 m au garrot, avec des défenses de 3,50 m de long et un poids estimé à environ 7 tonnes, ce qui suggère des dimensions encore plus grandes chez les mâles de l'époque dans la même région. Il semble donc que Mammuthus trogontherii ne soit pas seulement la plus grande espèce du genre Mammuthus, mais compte peut-être parmi les espèces les plus grandes dans l'ordre entier des proboscidiens, égalant en taille non seulement Elephas recki et l'éléphant aux défenses droites (Palaeoloxodon), mais jusqu'au Dinothérium lui-même.